# Geislingen an der Steige
Pour les articles homonymes, voir Geislingen.
Geislingen an der Steige est une ville allemande, située dans le Land du Bade-Wurtemberg et l'arrondissement de Göppingen.

## Histoire
| Appartenances historiques Saint-Empire (Ville libre d'Ulm) 1396-1802 Électorat de Bavière 1802–1805 Royaume de Bavière 1805–1810 Royaume de Wurtemberg 1810–1918 République de Weimar 1918–1933 Reich allemand 1933–1945 Allemagne occupée 1945–1949 Allemagne 1949–présent |

Des fouilles ont mis au jour des peuplements de l'âge du bronze.
Geislingen fut fondé au Moyen Âge par la Maison des comtes de Helfenstein. Ils édifièrent, vers 1100, un château dont les ruines dominent la bourgade.
Geislingen est mentionné pour la première fois en 1237 comme civitas.
De 1396 à 1802, la cité fut dépendante de la ville impériale de Ulm.
En 1803, Les cités de Ulm et Geislingen sont rattachées à la Bavière, puis en 1810 incorporé dans le royaume de Wurtemberg.
L'industrialisation démarre avec l'arrivée du train. Une voie ferrée spéciale sur rampe pour monter dans le massif montagneux du Jura Souabe et accéder au haut-plateau, devient une référence sous le nom de « Steige » ou « Geislinger Steige ».
En 1938, l'arrondissement de Göppingen est créé avec la fusion administrative des communes de Geislingen an der Steige et de Göppingen.
Au cours du XXe siècle, des communes sont intégrées à celle de Geislingen an der Steige :
- La première fut Altenstadt en 1912. Suivie de :

- Aufhausen (1975)
- Eybach (1972)
- Stötten (1972)
- Türkheim (Alb)(1971)
- Waldhausen (1972)
- Weiler ob Helfenstein (1966)

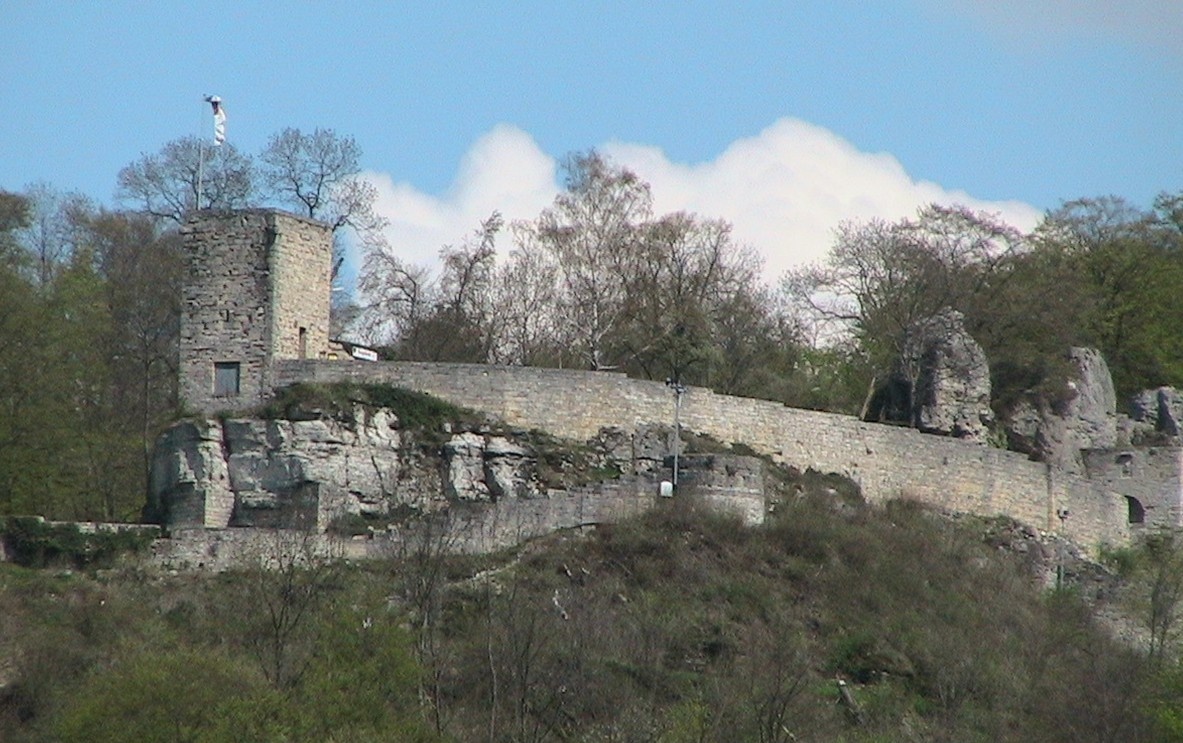
Ruine du château de Helfenstein
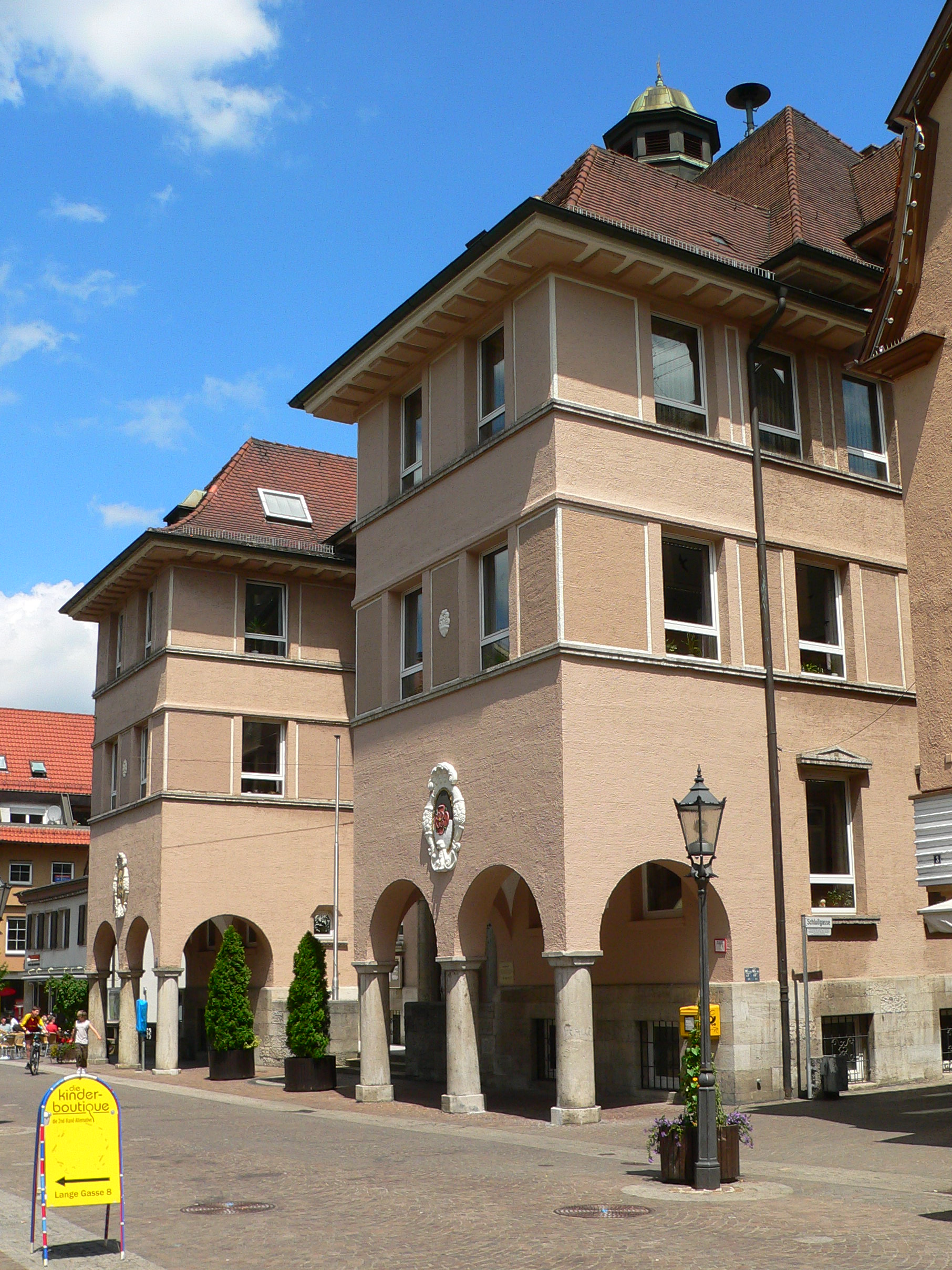
Mairie de Geislingen
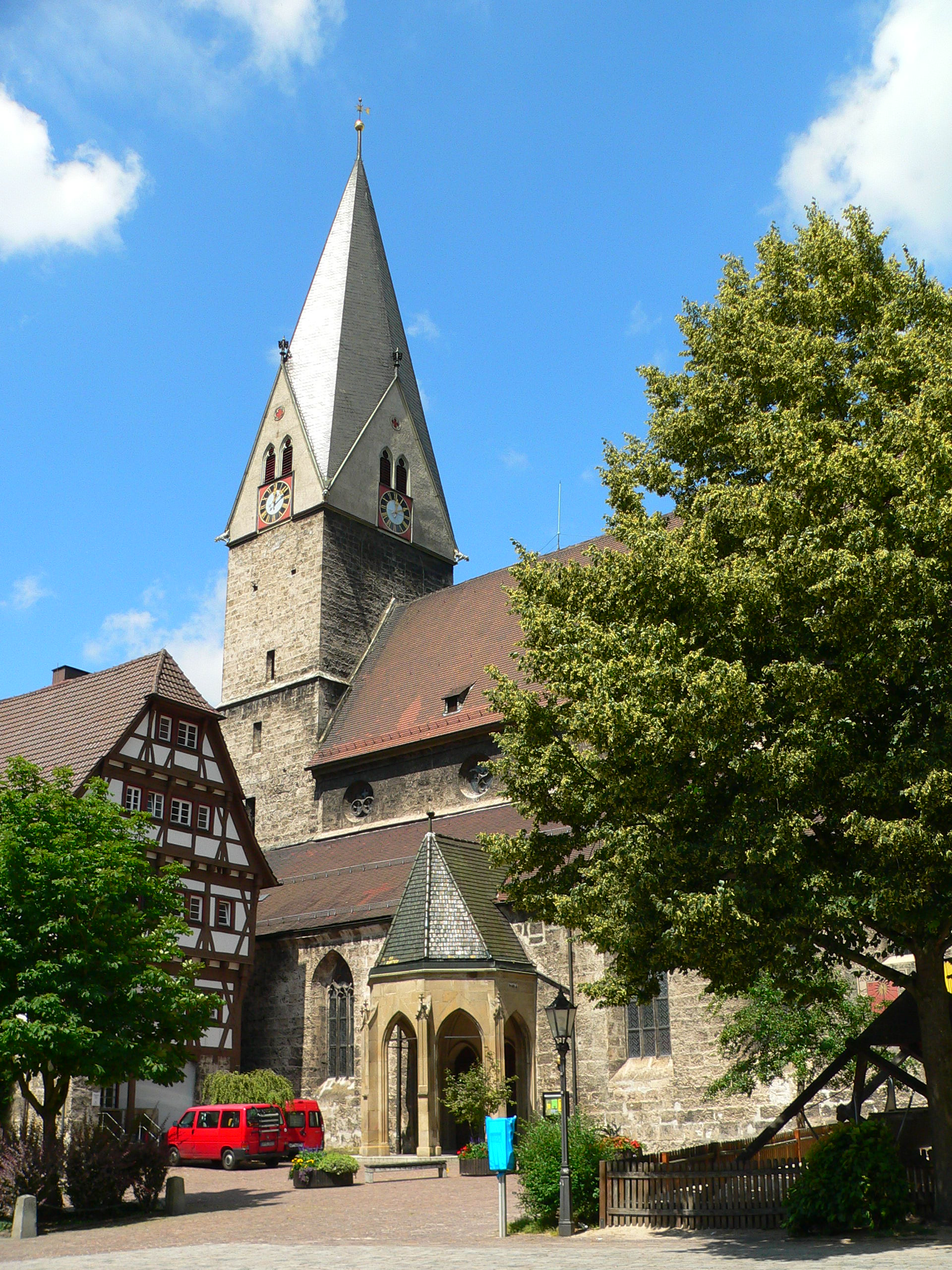
L'église de Geislingen

## Personnalités liées
- Maria Holl (1549-1634), aubergiste victime d'une chasse aux sorcières, y est née à Nördlingen.